# بارتوش خایدتسکی
بارتوش خایدتسکی (لهستانی: Bartosz Chajdecki؛ زادهٔ ۲۸ سپتامبر ۱۹۸۰) آهنگساز اهل لهستان است.
از فیلم‌ها یا مجموعه‌های تلویزیونی که وی در آن‌ها نقش داشته‌است، می‌توان به دست‌به‌کار شو، برادر، خیوکا، رفتارشناس، روزگار خوش، درهم‌شکستن محدودیت‌ها، مأموریت افغانستان، خدایان، کروک - زمزمه‌های شبانگاهی و من یک قاتلم اشاره نمود.